# Olihab

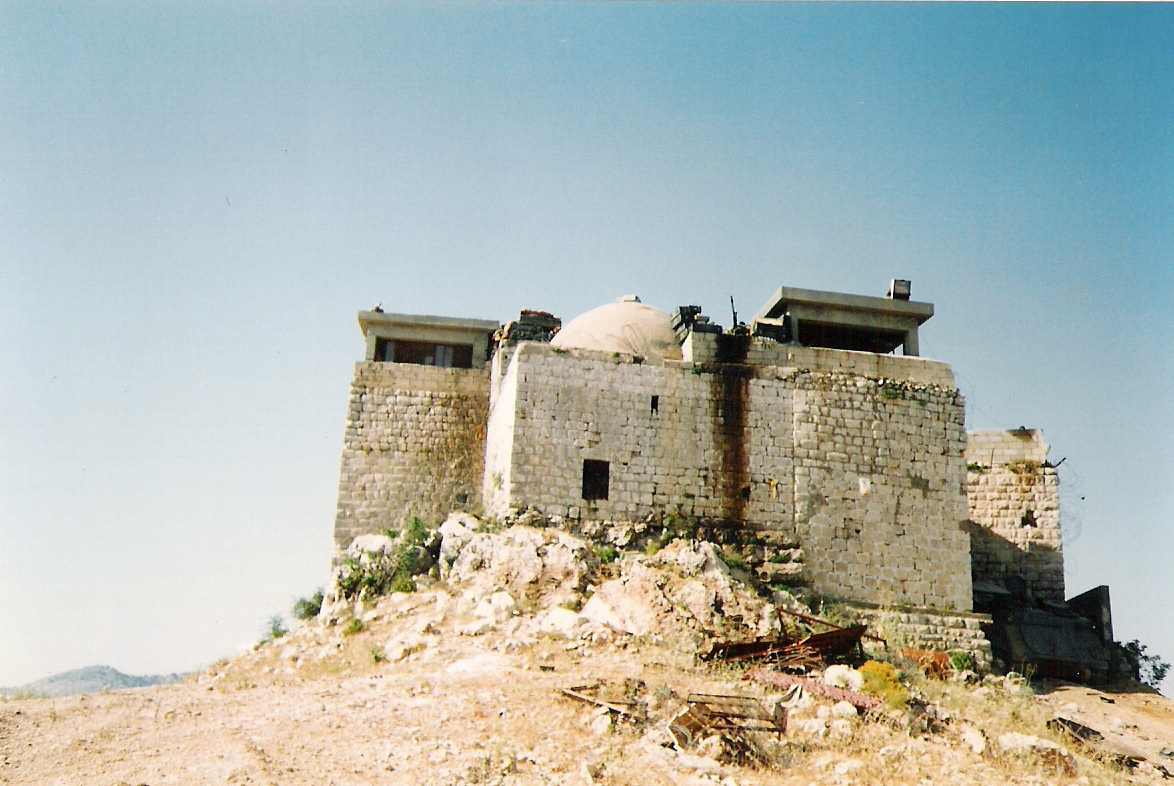
Santuario Nabi Sujud para Aholiab Ben Akhisamakh, situado en el distrito de Jezzine.

En la Biblia hebrea, Olihab (אָהֳלִיאָב ʾĀholīʾāḇ, «tienda de padre»), hijo de Ahisamakh, de la tribu de Dan, trabajó bajo las órdenes de Bezalel como arquitecto adjunto del Tabernáculo y de los utensilios que albergaba, incluido el Arca de la Alianza. En el Éxodo 38:23 se le describe como un maestro de la carpintería, el tejido y el bordado. 